# Liste der Kulturdenkmäler in Urmersbach
In der Liste der Kulturdenkmäler in Urmersbach sind alle Kulturdenkmäler der rheinland-pfälzischen Ortsgemeinde Urmersbach aufgeführt. Grundlage ist die Denkmalliste des Landes Rheinland-Pfalz (Stand: 21. September 2023).

## Denkmalzonen
| Bezeichnung           | Lage                               | Baujahr | Beschreibung                                                          | Bild |
| --------------------- | ---------------------------------- | ------- | --------------------------------------------------------------------- | ---- |
| Denkmalzone Obermühle | südlich des Ortes an der L 99 Lage | 1906    | Massivbau mit Fachwerkgiebel, 1906, zwei kleinere Scheunen, Mühlkanal | BW   |

## Einzeldenkmäler
| Bezeichnung                          | Lage                         | Baujahr         | Beschreibung                        | Bild            |
| ------------------------------------ | ---------------------------- | --------------- | ----------------------------------- | --------------- |
| Katholische Filialkirche St. Andreas | Hauptstraße 15 Lage          | 1792            | barocker Saalbau, 1792, Ausbau 1954 | Fotos hochladen |
| Wegekreuz                            | Hauptstraße, bei Nr. 30 Lage | 1725            | Wegekreuz, Basalt, bezeichnet 1725  | Fotos hochladen |
| Brunnen                              | Hauptstraße, bei Nr. 32 Lage | 19. Jahrhundert | Brunnen, Basalt, 19. Jahrhundert    | BW              |
| Grabkreuz                            | Hauptstraße, bei Nr. 51 Lage | 1824            | Grabkreuz, bezeichnet 1824          | Fotos hochladen |